# Epsomit
Epsomit, grenka sol, Epsomska sol ali angleška sol je hidratiziran magnezijev sulfat s kemijsko formulo MgSO4•7H2O. Nastaja v prelomnih conah v dolomitih in evaporitih v oksidacijskih delih rudišč, opuščenih rovih, v golicah kamnin in rudišč skupaj z drugimi topnimi solmi. Pogosto ga spremljata sadra in aragonit. Mineral je bil prvič sistematično opisan leta 1806. Ime je dobil po nahajališču Epsom v Surreyu, Velika Britanija, kjer so po odkritju zdravilnih učinkov magnezijevega sulfata nastale prve angleške toplice. 
Epsomit kristalizira v ortorombskem kristalnem sistemu. Običajno tvori masivne inkrustacije, redko tudi igličaste ali vlaknate kristale. Mineral je brezbarven do bel z rumenim, zelenim ali rožnatim odtenkom. Epsomit ima majhno trdoto (2 – 2,5) in majhno gostoto (1,67 g/cm3).
Znana hajajališča lepih kristalov epsomita so Kruger Mountains (Washington, ZDA), kjer kristali dosežejo dolžino do 3 m, Epsom (Velika Britanija) in Stassfurt (Nemčija). 
V idrijskem rudišču rastejo vlaknati epsomiti na površinah, razpokah in stenah v opuščenih delih rudnika, kjer tečejo hladne sulfatne raztopine. Kristali so beli, dolgi do 70 cm in zelo občutljivi. Najdaljšega med njimi rudarji imenujejo "bergmandelčeva brada". 
V kmetijstvu in vrtnarstvu se Epsomit uporablja pri pomanjkanju magnezija v zemlji, saj je magnezij pomemben element v molekuli kloforila. Najpogosteje se uporablja za lončnice in za rastline, ki potrebujejo večje količine magnezija, kot so krompir, vrtnice, paradižniki, paprike in konoplja. Prednost magnezijevega sulfata pred drugimi magnezijevimi pripravki (npr. dolomit) je njegova visoka topnost v vodi.
Epsomit se uporablja kot sol za kopeli, pogosto tudi za nožne kopeli. Sol se v kopeli med drugim dodaja iz kozmetičnih razlogov, saj povečanje koncentracije ionov v kopeli preprečuje zgubanje kože, ki se pojavi ob dolgotrajnem namakanju okončin v vodi. Drug razlog za dodajanje soli pa je absorbcija magnezija v telo, kar zmanjšuje vnetje. Magnezijev sulfat najdemo tudi v nekaterih vrstah ustekleničene mineralne vode.
Epsomit se uporablja za vzdrževanje koncentracije magnezija v morskih akvarijih, ki vsebujejo večje količine kamenih koral, saj se le-ta porablja ob procesu kalcifikacije koral. V morskih akvarijih, v katerih manjka magnezija, je težko uravnavati koncentracijo kalcija in pH.
Epsomit se uporablja tudi kot koagulant pri pripravi tofuja.

### Uporaba v zdravstvu
Oralno se Epsomit pogosto uporablja kot odvajalo. Pri akutnih in kroničnih bolečinah se uporablja v obliki gela za zunanjo uporabo.
Indikacije za notranjo uporabo:
- Terapija z magnezijem pri pomanjkanju magnezija (hipomagneziji).[7]
- Antiaritmik pri tahikardiji "Torsade de pointes" pri srčni odpovedi (priporočilo ECC, 2005) in pri zdravljenju aritmij, ki so posledica kvinidina.[8]
- Bronhodilator pri hudih primerih astme (v primeru neučinkovitosti beta agonistov in antiholinergikov).[9] Raziskave so pokazale, da je magnezijev sulfat v obliki razpršila učinkovit pri simptomih akutne astme.[9] Pri hujših napadih se dovaja intravenozno.
- Raziskava iz 2004 je pokazala, da se pri 1% kopelih z grenko soljo tako magnezij kot sulfat skozi kožo absorbirata v telo.[10]
- Magnezijev sulfat se uporablja pri nosečniški eklampsiji.[11]
- Magnezijev sulfat se uporablja za preprečevanje prezgodnjega poroda.[12][13]
- Intravenozni magnezijev sulfat lahko prepreči razvoj cerebralne paralize pri prezgodaj rojenih otrocih.[14]
- Raztopina sulfatnih soli se uporablja kot prva pomoč pri zastrupitvi z barijevim kloridom.[15][dvomljivo — glej pogovorno stran]

Indikacije za zunanjo uporabo:
- Krema z magnezijevim sulfatom se uporablja za zdravljenje (izsuševanje) turov, abscesov in karbunklov.[16]
- Raztopina magnezijevega sulfata se uporablja kot učinkovito sredstvo za zdravljenje aken in ogrcev.[17] Grenko sol lahko v te namene uporabljamo tudi v obliki kreme (raztopimo jo v vodi in zmešamo s kremo).
- Namakanje v topli kopeli z magnezijevim sulfatom sprošča in pomaga pri srbenju in drugih simptomih herpesa.[18][19]

## Poskus
Epsomit zmešamo z vodo in potem to zavremo da se popolnoma raztopi. Pokrijemo s folijo in počakamo da se ohladi. ko je ohlajeno v raztopino vržemo še košček epsomita. če smo vse naredili prav bi mogli v trenutku nastajati kristali in se hitro širiti. poskus ne uspe vedno. 

## Vira
- Edition Dörfler: Mineralien Enzyklopädie. Nebel Verlag, ISBN 3-89555-076-0
- Martin Okrusch; Siegfried Matthes (2005). Mineralogie: Eine Einführung in die spezielle Mineralogie, Petrologie und Lagerstättenkunde (7 izd.). Springer Verlag, Berlin, Heidelberg, New York. ISBN 3-540-23812-3.